# جیمز فین گارنر
جیمز فین گارنر (به انگلیسی:James Finn Garner؛ زاده ۱۹۶۱) نویسنده و طنزپرداز آمریکایی است که هم‌اکنون در شیکاگو زندگی می‌کند. او همچنین، نویسنده کتاب قصه‌های از نظر سیاسی بی‌ضرر است.
گارنر از دانشگاه میشیگان فارغ‌التحصیل شد و در آنجا برای یکی از مقاله کوتاه خود جایزه هاپوود را از آن خود کرد. داستانهای از نظر سیاسی بیضرر، اولین کتاب گارنر، بیش از ۲٫۵ میلیون نسخه در آمریکا فروخته و به ۲۰ زبان ترجمه شده‌است. این کتاب ۶۵ هفته را در لیست بهترین فروشندگان نیویورک تایمز گذراند.